# Антонов Ан-148
Антонов Ан-148 (рус. Антонов Ан-148) је регионални путнички двомоторни млазни авион и може да носи 68-85 путника, у зависности од конфигурације. Развијен је од стране компаније АНТК Антонов и Уједињене авиопроизводне корпорације. Развој авиона је почео 1990. године у време заједничке државе СССР, а први лет је обављен 17. новембра 2004. године. Програм сертификације је завршен 26. фебруара 2007. године. Антонов-158 је верзија продуженог трупа авиона, капацитета до 99 путника, а Ан-168 ВИП модификација. На бази овог авиона у развоју је теретна војна верзија Антонов Ан-178, носивости до 18 тона.

## Карактеристике и развој
У сарадњи са више од 200 предузећа из 15 земаља света, КБ Антонов је развио фамилију Ан-148 регионалних млазних авиона.
Ан-148-100 обавио је први лет 17. децембра 2004. године. У марту 2005. године конструкција је потврдила добре карактеристике дизајна при летовима са великим нападним угловима и великим оптерећењима, приликом извођења ванстандардних маневара.
Тестови под условима природног замрзавања били су важни за сигурно функционисање авиона у Русији. У априлу 2005. године, тестирања 148-це завршена су успешно у Архангелској области. Тада је изведено 14 летова у укупном трајању од 40,5 сати. Током летова, максимални интензитет ледене кондензације био је 3,33 mm по минути, на температури спољног ваздуха од - 43 °C при земљи. У јулу 2005. године два Ан-148 су тестирана у апсолутно супротним климатским условима, који су обављени у Узбекистану, где је температура ваздуха амбијента достигла + 45 °C. Затим су одлетели у Јерменију и прешли на следеће фазу испитивања, у условима високих планина, заснованих на полетањима са аеродрома Гумри на 1.525 м надморске висине.
Резултати тестова потврдили су безбедност Ан-148 породице авиона, операције под условима високе/ ниске температуре спољашњег ваздуха и високих планина. Тако се авион може безбедно користити у јужним регионима Русије, земљама централне Азије, Блиског истока, Африке, Латинске Америке.
АН-148 се серијски производи у фабрици авиона у Вороњежу, а прототипи и развојни обрасци у фабрици АВИАНТ у Кијеву. Ан-158 се такође производи у овој фабрици, и није намењен руском тржишту, због конкуренције са авионом Сухој Суперџет 100. Ан-148 је у експлоатацију ушао јуна 2009. године.
Ови авиони су високе технологије и конкурентни производи, који испуњавају све савремене светске захтеве безбедности и еколошке стандарде, као и захтеве потенцијалних оператора. Они су намењени за путничка, теретно-путничка путовања, као и за преношење теретних транспорта на кратка и средња растојања. Ови авиони имају за циљ да замене Антонов Ан-74, Ту-134, Јак-40 и Јак-42.

## Варијанте
Породица Ан-148 укључује следеће верзије:
- АН-148-100А са долетом од 2100 км;
- АН-148-100Б долет 3500 км;
- АН-148-100Е долет 4400 км и њихове модификације.
- АН-148-100ЕМ- авион за ванредне ситуације и летећа болница из Вороњежа[5]
- АН-148-200 касније преименован у АН-158
- АН-168 је варијација АН-148-100ЕА са додатним резервоаром у пртљажном простору, винглетима и ВИП салоном

## Учесници програма
Украјина: «Южный машиностроительный завод», ОАО «Мотор-Сич»,
АОЗТ «УкрНИИРА», НИИ «Буран», ОАО «Авиаконтроль», Харьковское Агрегатное Конструкторское Бюро, АО «Украналит», АОЗТ «Електронприлад»;
 Русија: ОАО «Авиаприбор-Холдинг», Московский институт электромеханики и автоматики, ОАО «Ульяновское конструкторское бюро приборостроения», Объединенный авиаприборостроительный консорциум, ОАО АК «Рубин», ОАО «Теплообменник», ОАО «Аэроэлектромаш», ОАО «Техприбор»;
 Француска: Deutch, Filotex, Thales, LIEBHERR; Crouzet Automatizmes;
 Немачка: Litef, Goodrich Hella Aerospace, Hawker, PALL Corporation, Monogram System;
 САД: Rockwell Collins, ASCC;
 Уједињено Краљевство: Raychem, Dunlop Aircraft Tyres Limited.

## Земље кориснице
- Русија
- Украјина
- Куба
- Иран
- Северна Кореја